# Глютамінсинтетаза
Глутамінсинтетаза (GS) фермент (КФ 6.3.1.2), що грає важливу роль в метаболізмі азоту, активність якого полягає в каталізі конденсації глутамату і аміаку з утворенням глутаміну:
Глутамат + АТФ + NH3 → Глутамін + АДФ + фосфат

## Різноманіття
Глутамінсинтаза людини кодується геном GLUL.
У рослин фермент глутаматсинтаза складається з 8 майже однакових субодиниць, комплекс має масу 350 кілодальтонів. Існує дві форми ферменту: цитоплазматична та наявна в пластидах.